# Bernard Tapie
Bernard Tapie (ur. 26 stycznia 1943 w Paryżu, zm. 3 października 2021 tamże) – francuski przedsiębiorca, producent telewizyjny i polityk, parlamentarzysta krajowy i europejski, minister, w latach 1986–1994 prezes Olympique Marsylia.

## Życiorys
Próbował swoich sił jako piosenkarz i kierowca wyścigowy, nie odnosząc sukcesów. Zajął się wówczas działalnością biznesową. Otworzył własne przedsiębiorstwo handlowe, które później z zyskiem odsprzedał. Zyskał rozpoznawalność i popularność m.in. dzięki programowi telewizyjnemu Ambitions, który prowadził w latach 1986–1987. Wyspecjalizował się w nabywaniu i odsprzedawaniu po restrukturyzacji różnych przedsiębiorstw. Był właścicielem takich firm jak Adidas, La Vie Claire, Look Cycle czy Terraillon. W latach 1986–1994 pełnił funkcję prezesa klubu piłkarskiego Olympique Marsylia.
Zaangażował się również w działalność polityczną, związał się z Lewicową Partią Radykalną. W 1989 uzyskał mandat posła do Zgromadzenia Narodowego, ponownie wybrany w 1993. W kwietniu 1992 premier Pierre Bérégovoy powierzył mu stanowisko ministra do spraw miast. Urząd ten został zlikwidowany w maju tegoż roku, jednak przywrócony w grudniu 1992. Bernard Tapie sprawował go ponownie do końca funkcjonowania gabinetu w marcu 1993. W latach 1994–1997 z ramienia radykałów był posłem do Parlamentu Europejskiego IV kadencji, zasiadając w grupie Europejskiego Sojuszu Radykalnego.
Karierę polityczną i biznesową przerwały prowadzone przeciwko niemu postępowania korupcyjne, w tym dotyczące Olympique Marsylia. W 1995 został prawomocnie skazany na karę 2 lat pozbawienia wolności (w tym w części 8 miesięcy bez warunkowego zawieszenia) i na 3 lata pozbawienia praw publicznych.
Jednocześnie od 1993 toczył spór prawny z kontrolowanym przez skarb państwa Crédit Lyonnais (LCL), który dotyczył przeprowadzonej przez bank sprzedaży marki sportowej Adidas. Budzące wątpliwości działania banku doprowadziły do przejęcia należącego do Bernarda Tapie holdingu, a jego samego do bankructwa w 1994. W 2008 w wyniku postępowania arbitrażowego konsorcjum zarządzające pozostałym po LCL majątkiem zostało zobligowane do wypłaty przedsiębiorcy odszkodowania (łącznie ponad 400 milionów euro). Decyzja ta wzbudziła kontrowersje i doprowadziła do postępowania przeciwko ówczesnej minister finansów Christine Lagarde, której zarzucono zaniedbania. Ostatecznie w 2017 na drodze sądowej Bernard Tapie, pozostający wciąż osobą niewypłacalną, został zobowiązany do zwrotu wypłaconej kwoty.
W 2007 wsparł Nicolasa Sarkozy’ego w trakcie jego kampanii prezydenckiej. Po uzyskaniu przyznanego w 2008 odszkodowania został udziałowcem w grupie medialnej Hersant Média. Zajmował się również aktorstwem, grał m.in. główną rolę w serialu telewizyjnym Commissaire Valence. W późniejszych latach objęty kolejnym postępowaniem karnym. Zmagał się jednocześnie z rakiem żołądka; zmarł na skutek tej choroby w 2021.
W 2023 na platformie Netflix ukazał się fabularyzowany serial biograficznego poświęcony Bernardowi Tapie, który spotkał się z negatywną oceną rodziny.